# Ślizg na skrzydło
Ślizg na skrzydło – figura akrobacji lotniczej, w której samolot – po zmniejszeniu prędkości – pochyla się na skrzydło i zmniejszając wysokość porusza się w bok, a oś symetrii samolotu pozostaje równoległa do pierwotnego kierunku lotu. Ślizg na skrzydło stosuje się w celu szybkiej utraty wysokości (walka powietrzna, lądowanie na ograniczonym obszarze).